# 12258 Oscarwilde
12258 Oscarwilde (1989 GN4) là một tiểu hành tinh vành đai chính được phát hiện ngày 3 tháng 4 năm 1989 bởi E. W. Elst ở Đài thiên văn Nam Âu.